# Maria Rosaria Biondi
Maria Rosaria Biondi (1955) è una terrorista italiana appartenente alle Formazioni comuniste combattenti.

## Biografia
Studentessa modello, proveniente da una famiglia impegnata in politica nella nativa Avellino, nel 1978 ha 23 anni ed è già laureata in giurisprudenza.
La mattina del 8 novembre 1978, insieme al fidanzato Roberto Capone, Paolo Ceriani Sebregondi, che guidava il gruppo, e Nicola Valentino, è alla guida della FIAT 125 con cui i terroristi intercettano la macchina del procuratore Capo della Repubblica di Frosinone, Fedele Calvosa, che nell'attacco rimane ucciso insieme all'autista e all'agente di scorta. Dopo l’attentato, nel quale Capone viene ucciso per errore dai suoi stessi compagni, scappa a Torino insieme a Nicola Valentino, ma il 26 gennaio 1979 vengono arrestati entrambi in un covo delle Brigate Rosse dai carabinieri del Generale Carlo Alberto dalla Chiesa. Viene condannata all'ergastolo e, almeno fino al 1999, non mostra segni di pentimento per la sua appartenenza al terrorismo.